# Rachel Bluwsteinová
Rachel Bluwsteinová, nepřechýleně Rachel Bluwstein (20. září 1890 – 16. dubna 1931) byla hebrejská básnířka. V Izraeli je známá jako Rachel nebo básnířka Rachel  (hebrejsky רחל המשוררת).

## Biografie
Narodila se v Saratovu v Rusku jako jedenáctá dcera Isera-Lejba a Sofie Bluwsteinových a jako vnučka rabína židovské obce Kyjeva. Dětství strávila v Poltavě na Ukrajině, kde chodila do ruskojazyčné židovské školy a do sekulární vyšší školy. Roku 1909 podnikla aliju do tehdejší osmanské Palestiny spolu se svou sestrou. Usadily se v Rechovot a pracovaly v sadech. Později Rachel přesídlila do Kvucat Kineret na břehu Galilejského jezera, kde studovala a pracovala ve zdejší zemědělské škole pro ženy. V Kineretu se seznámila se sionistickým předákem Aharonem Davidem Gordonem, který ji velice ovlivnil a jemuž věnovala svou první hebrejskou báseň. Ve stejné době poznala Zalmana Rubašova, s nímž měla romantický milostný vztah, který vyjádřila ve své milostné lyrice. Rubašov později přijal jméno Zalman Šazar a ještě později se stal třetím prezidentem Izraele.
Roku 1913 na radu A. D. Gordona odjela do Toulouse ve Francii, aby tam studovala agronomii a malbu. Po vypuknutí 1. světové války, která jí zabránila vrátit se do izraelské země, odjela do Ruska, kde učila děti židovských uprchlíků. Nejspíš zde se nakazila tuberkulózou.
Roku 1919 se vrátila lodí do již britské Palestiny a usídlila se v kibucu Degania Alef, ale záhy ji byla diagnostikována TBC, tehdy nevyléčitelná nemoc. Z toho důvodu již nemohla pracovat s dětmi a dokonce musela kibuc opustit. Zbytek života cestovala a žila v Tel Avivu. Nakonec se usadila v tuberkulózním sanatoriu v Gedeře.
Zemřela ve věku 40 let roku 1931. Byla pohřbena podle svého přání na hřbitově poblíž Kvucat Kineret.

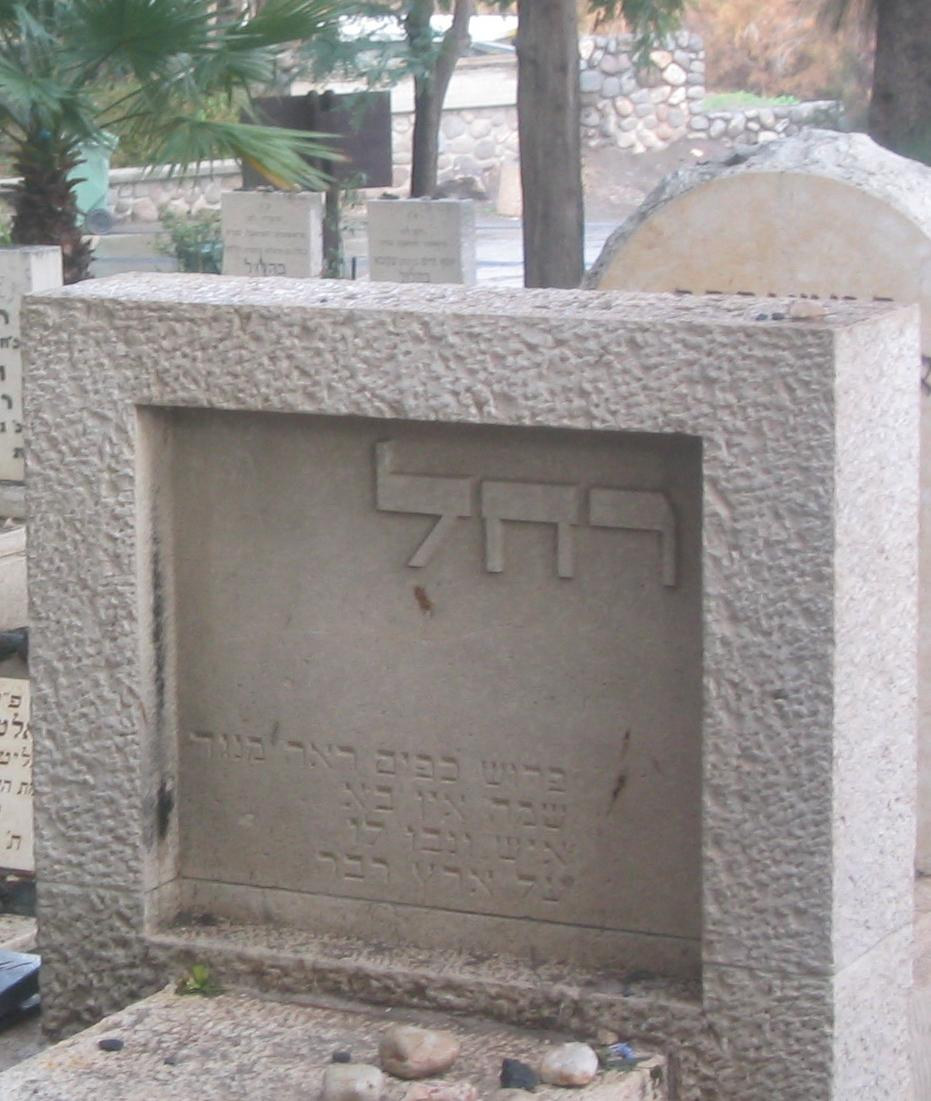
Náhrobek básnířky Rachel

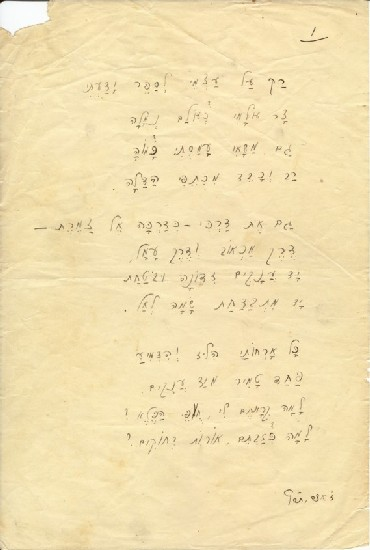
Rukopis básně „Rak al acmi“